# Kiana Williams
Kiana Williams (ur. 9 kwietnia 1999 w San Antonio) – amerykańska koszykarka, występująca na pozycjach rozgrywającej lub rzucającej, obecnie zawodniczka Ceglédi EKK, a w okresie wiosenno-letnim Minnesoty Lynx, w WNBA.
W 2017 wystąpiła w spotkaniach gwiazd amerykańskich szkół średnich McDonald’s All-American i Jordan Brand Classic. W drugim z wymienionych spotkań została wybrana MVP drużyny Zachodu, zdobywając w nim 20 punktów. Została też zaliczona do składów WBCA High School Coaches’ All-American i 
Naismith High School Girls’ Second Team All-American.
4 lutego 2023 zawarła umowę z Minnesotą Lynx na czas obozu treningowego.

## Osiągnięcia
Stan na 17 marca 2023, na podstawie, o ile nie zaznaczono inaczej.

### NCAA
- Mistrzyni:
  - NCAA (2021)
  - turnieju konferencji Pacific-12 (2019, 2021)
  - sezonu regularnego Pac-12(2021)
- Uczestniczka rozgrywek Sweet 16 turnieju NCAA (2018, 2019, 2021)
- Most Outstanding Player (MOP=MVP) turnieju:
  - NCAA regionu Alamo (2021)
  - Pac-12 (2021)
- Laureatka nagrody Tom Hansen Medal (2021)
- Zaliczona do:
  - I składu:
    - Pac-12 (2019–2021)
    - najlepszych pierwszorocznych zawodniczek Pac-12 (2018)
    - turnieju:
      - NCAA – Chicago Regional (2019)
      - Pac-12 (2018, 2020)

    - CoSIDA Academic All-District (2020, 2021)

  - II składu:
    - All-America (2021 przez USBWA)
    - CoSIDA Academic All-America (2021)

  - III składu All-America (2021 przez Associated Press)
  - składu:
    - honorable mention:
      - Pac-12 All-Academic (2019)
      - Pac-12 (2018, 2020 przez Associated Press, USBWA, WBCA)
      - defensywnego Pac-12 (2020)

    - WBCA All-Region (2020–2021)
    - Pac-12 Academic Honor Roll (2020, 2021)
- Najlepsza:
  - koszykarka kolejki NCAA (16.02.2021)
  - pierwszoroczna zawodniczka kolejki konferencji Pac-12 (8.01.2018, 5.02.2018)

WBCA All-America (2021)

### WNBA
- Zdobywczyni pucharu Commissioner’s Cup (2021)

### Reprezentacja
- Wicemistrzyni igrzysk panamerykańskich (2019)